# Nossa Senhora das Dores de Umbe
Nossa Senhora das Dores de Umbe, conhecida também como Virgem Pura Dolorosa de Umbe ou apenas Virgem de Umbe, é uma dedicatória mariana que se venera na localidade de Lauquíniz, Biscaia, no País Basco, Espanha, em um santuário homônimo, situado no Monte de Umbe, a 12 km de Bilbau. Originou-se numa série de aparições (1941–1989) da Bem-Aventurada Virgem Maria à vidente Felisa Sistiaga.

## História

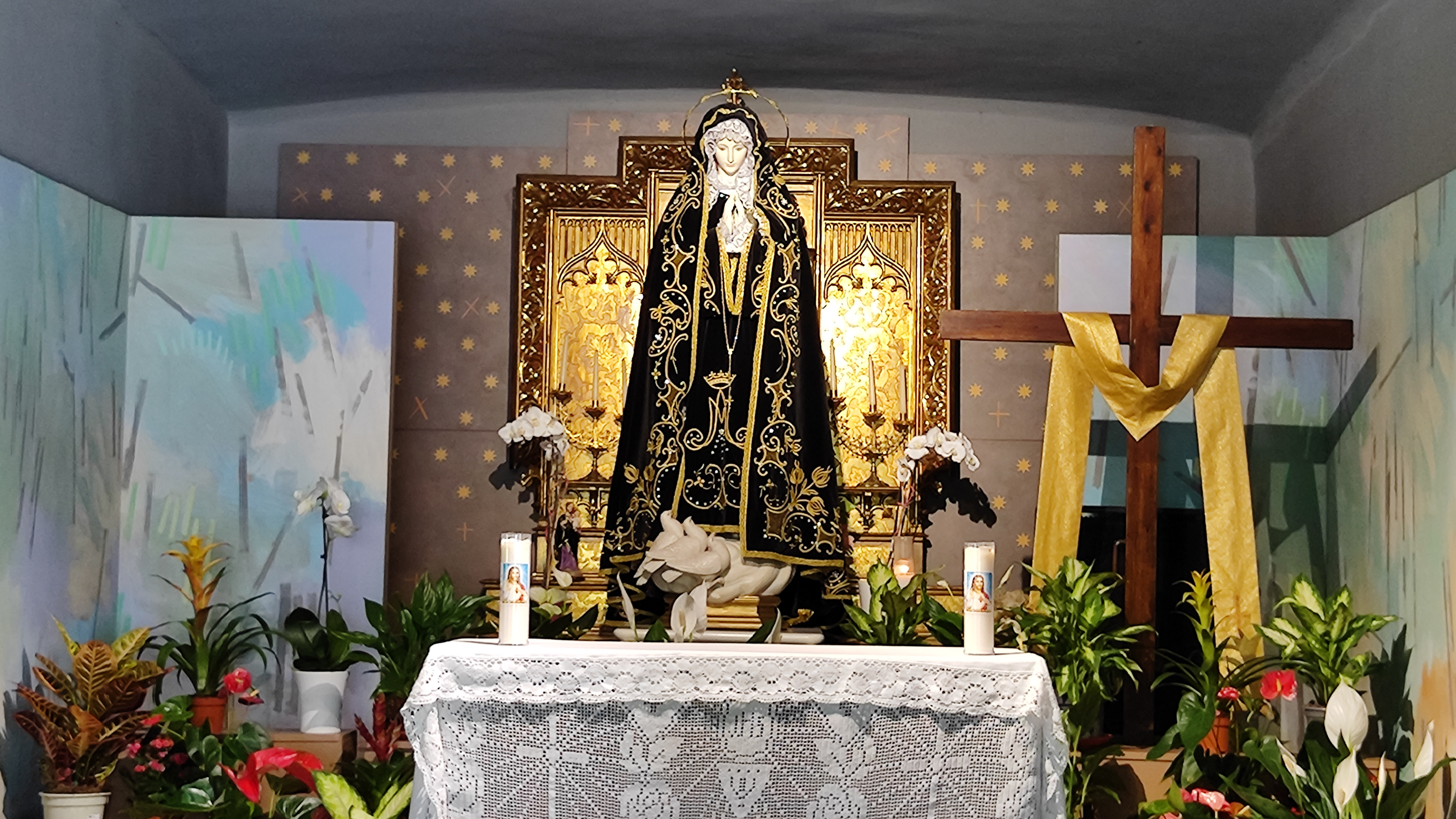
Imagem da Virgem de Umbe em sua capela

No dia 28 de março de 1941, a Bem-Aventurada Virgem Maria apareceu pela primeira vez a Felisa Sistiaga (1908–1990). Desde então, teria havido várias dezenas de novas aparições. Algumas aparições eram acompanhadas por outras visões, como as do Menino Jesus, anjos e alguns santos. A última mensagem da Virgem teria ocorrido no dia 2 de maio de 1988. Felisa faleceu em 10 de fevereiro de 1990.
Embora as aparições da Virgem de Umbe estejam em processo de investigação, em fevereiro de 2010, o então bispo de Bilbau, Ricardo Blázquez, escreveu uma carta à associação de fiéis "Virgen de Umbe", onde afirma que as atividades no Santuário de Umbe "não se opõem de forma alguma à Fé e ao ensinamento da Igreja", mas que continuaria "sem se pronunciar sobre a origem da devoção".

## Devoção

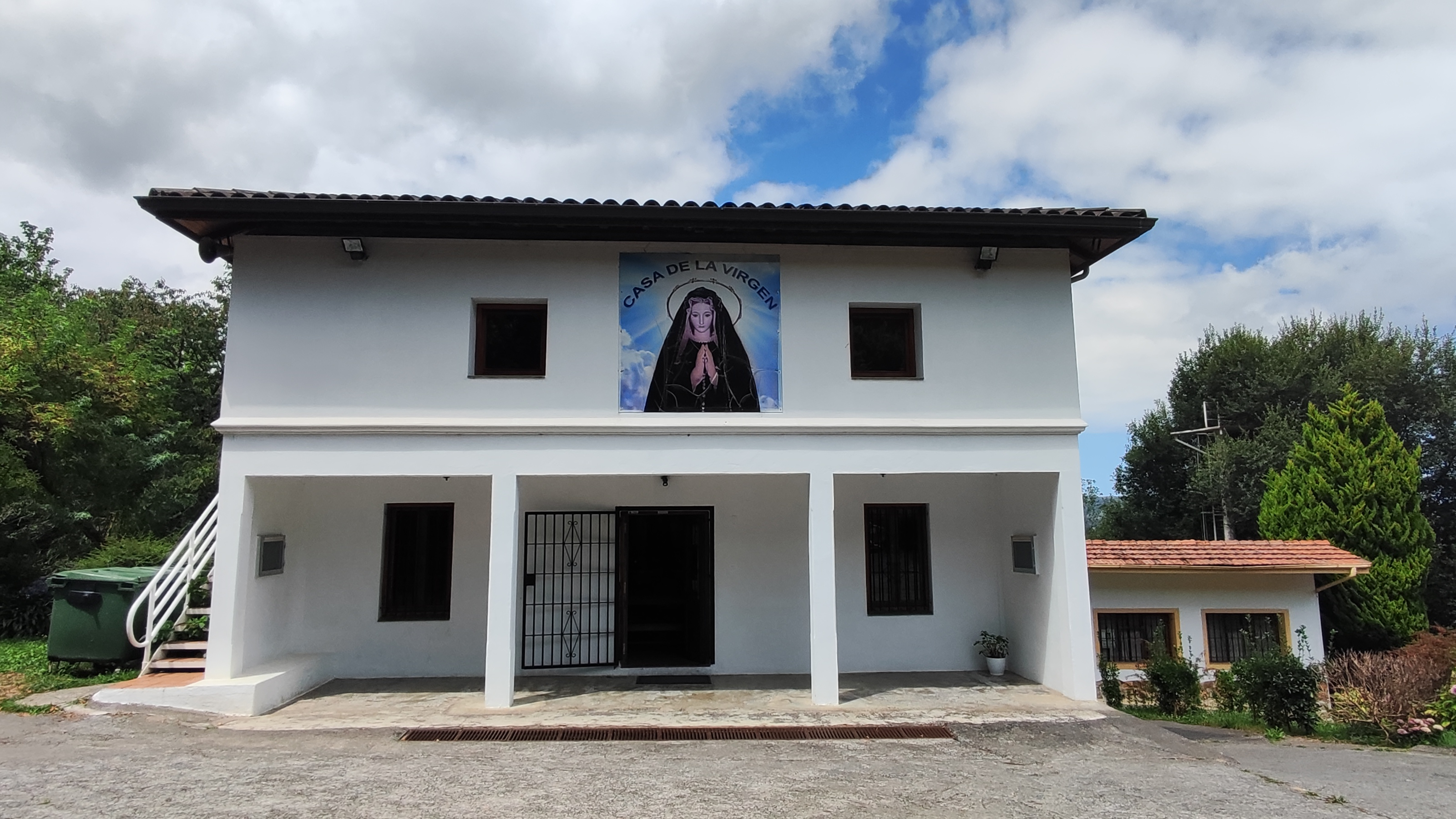
A capela da Virgem Dolorosa de Umbe em Lauquíniz, Espanha

Os devotos desta aparição construíram uma capela, por ordem da Virgem Maria. Desde então, milhares de peregrinos visitam o local todos os anos em busca de um milagre para a sua dor, sendo o primeiro sábado de setembro o dia mais importante nas festividades da Virgem de Umbe.
Na capela da Virgem existem inúmeros testemunhos de pessoas que afirmam terem recebido graças através da intercessão da Virgem Pura Dolorosa. Nos arredores da capela, há um poço que se acredita ter sido abençoado pela Virgem cuja água é considerada milagrosa pelos fiéis.